# 劉天民 (1912年)
劉天民（1912年12月16日—1950年10月1日），中國共產黨員，遼寧省復縣人，開封綏靖總司令部中校交際股長，因參與中共中央台灣地工組織在台灣從事間諜活動，1950年10月1日槍決於台北市馬場町刑場。

## 生平

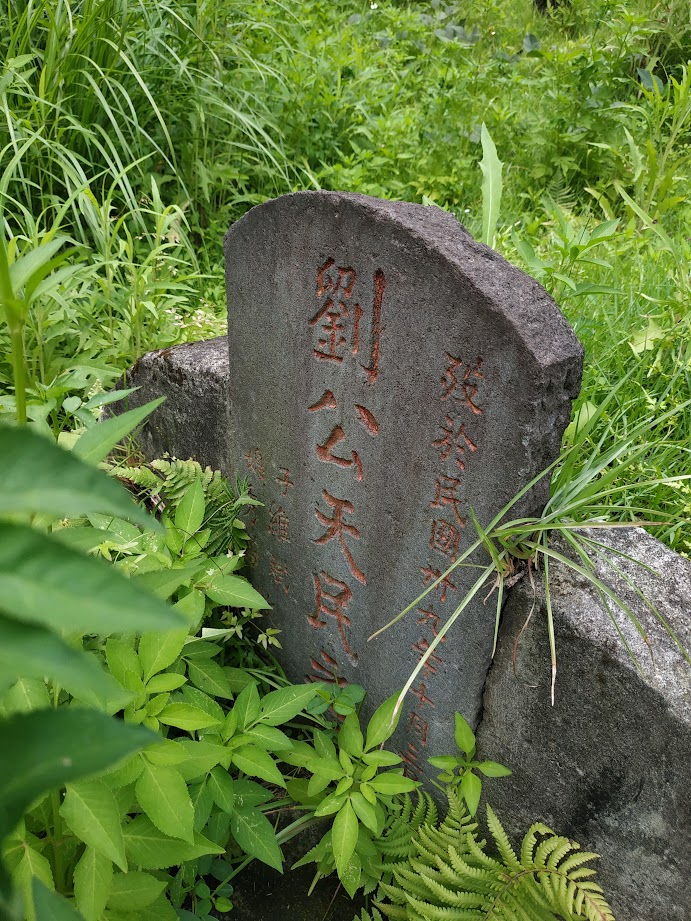
劉天民之墓

劉天民，1912年生於遼寧省復縣，1933年旅順第二中學畢業，進入滿州國第四軍管區司令部任文官，1936年劉天民北平華北治安部擔任少校交際秘書，1937年中華民國臨時政府成立，劉天民前往石家莊任治安部辦事處少校辦事員、治安部陸軍軍官學校 日文譯官，1939年擔任汪精衛政權開封綏靖總司令部中校交際股長。
1945年抗戰勝利，劉天民與友人在瀋陽成立中國國際興業股份有限公司，1947年瀋陽解放，透過小舅子華震的關係，認識中共中央社會部情報員洪國式，被吸收加入其小組，劉天民自瀋陽前往北平。1948年3月劉天民與友人在天津合資大東公司。隨著國共內戰時局動盪，劉天民透過友人介紹前往台灣台中設立台中北方珠寶號。
1949年中共中央局聯絡部計畫來台設立地下組織，派洪國式赴北平研究日本及台灣問題，1949年9月轉中共中央局聯絡部移轉洪國式小組劉光典、鄒曙、華震等陸續自香港來台，由鄒曙為洪國式、劉光典辦理入台證，1949年12月洪國式、郭秉衡奉命來台從事社會調查工作發展中共中央社會部台灣地下工作組織，郭秉衡當時已打入保密局負責蒐集軍事情報及策反海空陸軍。中共中央擬利用劉多荃之子劉全禮與劉多荃舊部屬的人脈關係，企圖策反海空陸軍及取得重要軍事情報。
洪國式小組分設敵工組、交通組、情工組，華震為情工組組員，來台後被賦與蒐集台灣民意、發展組織的任務， 劉天民在台中經營北方企業行，並以北方企業為掩護，華震、劉光典為企業行員工，劉光典、王耀東為交通組交通員，負責往返港台傳遞情報。華震請劉天民代洪國式以北方企業副理名義取得身分證，鄒曙為洪國式辦理入台證，1949年12月12日洪國式抵台。
1949年11月，國防部保密局接獲香港組及台灣省諜報組織查報，中共為加緊攻台之準備，派遣幹員潛台活動，於1949年12月偵悉洪國式自港來台曾於空軍新生社探詢楊文亮之所在，遇保密局人員包文有，包文有見其面生言語唐突，即向臺灣省保安司令部報告，臺灣省保安司令部於是派遣幹員陳琦、包文有、楊文亮與洪國式接觸。陳琦、包文有滲透入該組織內部取得情資。於1950年2月28日保密局在台北車站假裝查驗遊民身份之名，將洪國式等十餘人帶往警局詢問，並假借洪身分證件有問題需人作保，得郭秉衡、鄒曙之情資，復以需要行賄方得放人引誘其供出多人。1950年3月1日在台北、基隆、台中將其餘人逮捕歸案，僅劉光典逃亡。中共中央社會部台灣地下工作組織洪國式小組宣告瓦解。
劉天民之企業為洪國式小組重要經濟來源，提供洪國式15兩黃金，並協助洪國式取得身分證及報戶口，洪國式有寫日記的習慣，將每日的行程都記錄了下來，期間北方企業行確為重要據點，1950年7月14日中共中央社會部台灣地下工作組織以劉全禮為案頭全案偵結，劉全禮、郭秉衡、張禮大、王平、鄒曙、華震、劉天民、江德興、胡玉麟同案九人因叛亂罪判處死刑，1950年10月1日槍決於台北市馬場町刑場。